# François Dossin
François Dossin, född 1927, död 1998, var en belgisk astronom.
Minor Planet Center listar honom som F. Dossin och som upptäckare av 5 asteroider mellan 1981 och 1984.

## Asteroider upptäckta av François Dossin
| 3198 Wallonia     | 30 december 1981 |
| 3435 Boury        | 2 december 1981  |
| 4440 Tchantchès   | 23 december 1984 |
| 6950 Simonek      | 22 december 1982 |
| (39501) 1981 EV31 | 2 mars 1981      |